# Monique Parent
Monique Therese Parent (ur. 4 listopada 1965 w San Luis Obispo) – amerykańska aktorka i modelka, znana głównie w ról w dreszczowcach erotycznych oraz filmów erotycznych z gatunku softcore. Występowała również pod pseudonimami Scarlet Johansing i Marnay Miranda.

## Życiorys

### Wczesne lata
Urodziła się w San Luis Obispo w stanie Kalifornia. W wieku trzech lat rozpoczęła naukę baletu oraz tańca jazzowego. Wychowywała się z młodszą siostrą Marnay (ur. 26 maja 1969). 
Po ukończeniu szkoły średniej, uczęszczała do Allan Hancock Community College. 

### Kariera
Zaczęła grywać w teatrze. Wzięła udział w kilku sesjach zdjęciowych. Studiowała aktorstwo w Beverly Hills Playhouse pod kierunkiem Jeffreya Tambora i Miltona Katselasa.
Od roku 1991 zaczęła grywać w filmach klasy B. W latach 90. po wielkim sukcesie aktorskim, kiedy popularne stały się dreszczowce erotyczne, Parent uznana została za swego rodzaju „diwę erotyki” oraz „ikonę softcore’u”. W ciągu dwóch lat (1995–1996) zagrała w 16 produkcjach filmowych.
17 czerwca 1995 wyszła za mąż za Harry’ego Johansinga. 28 kwietnia 2005 rozwiedli się.

## Filmografia

### Filmy fabularne
- 1992: Potajemne igraszki (Secret Games) jako Robin
- 1993: Grzechy pożądania (Sins of Desire) jako Clarise
- 1993: Ognisty smok (Dragon Fire) jako tancerka
- 1994: Miłosna przygoda (Sexual Outlaws) jako Annie
- 1996: Jak pies z kotem (The Truth about cats and dogs) jako kobieta w windzie
- 1996: Białe Cargo (White Cargo)
- 1997: James Dean: Wyścig z przeznaczeniem (James Dean: Race with Destiny) jako Ursula Andress
- 1997: Maksymalna ochrona (Maximum Revenge) jako Katya
- 2006: Dead Boyz Don't Scream jako Roz

### Seriale TV
- 1994: Gorąca linia (Hot Line) jako Sheila
- 1996: Strażnik Teksasu jako Patty Watson
- 2000: Passion Cove jako Anna
- 2002–2003: Hotel Erotica jako Leslie Pearson / Lindsay / Lynn / Marisol